# Коллонтай, Гуго
Гу́го Колло́нта́й (пол. Hugo Kołłątaj; 1 апреля 1750[…], Великие Дедеркалы, Речь Посполитая — 28 февраля 1812[…], Варшава, Варшавское герцогство[…]) — общественно-политический деятель польского Просвещения, глава Эдукационной комиссии. Способствовал реформированию системы образования в Польше, преподавания, в том числе, в Краковском университете на польском языке.
Глава польской либеральной партии и наиболее выдающийся польский публицист последних лет независимого существования Речи Посполитой (1764—1795).

## Биография
Гуго Коллонтай родился в шляхетской семье, первоначальное образование получил в пинчовской школе, затем в 1764—1770 годах слушал лекции в краковской академии. Не обладая ни богатством, ни связями, но способный и честолюбивый, он решился пробить сам себе дорогу в жизни и преуспел в этом. Вступив в ряды духовного сословия, Коллонтай в 1770 году отправился в Рим, где прожил несколько лет и получил степень доктора богословия и церковного права. Там же выхлопотал он себе место краковского каноника, помимо местного епископа, что одно уже навлекло на него сильное нерасположение со стороны польского и особенно краковского духовенства, ещё усилившееся, когда духовенство рассмотрело в Коллонтае противника схоластической учёности и поклонника идей французской просветительной философии.
Способный и энергичный Коллонтай по возвращении в 1775 году на родину примкнул к тому просветительному движению, которое в это время совершалось в Польше, и принял деятельное участие в работах Эдукационной комиссии, сосредоточивавшей в своих руках дело народного образования. Уже в 1777 году он был отправлен комиссией визитатором (ревизором) в краковскую академию и составил план реформ последней, который ему же, в качестве делегата комиссии, было поручено в 1780 году и привести в исполнение.
Коллонтай энергично принялся за преобразование, заменил устарелых профессоров молодыми, усилил преподавание естественных наук, установил экзамены для студентов и т. п. Осуществляя эти преобразования, он наткнулся на столь решительное сопротивление со стороны местного духовенства, что временно должен был даже прекратить начатое дело, но в 1782 году снова взялся за реформу и закончил её, после чего академия избрала его своим ректором на следующее трёхлетие. Вскоре Коллонтай перешёл к политике и в этой новой сфере занял ещё более видное положение.
Назначенный литовским референдарием незадолго до созыва так называемого Четырёхлетнего сейма, он не принимал сперва непосредственного участия в его работе, но, воздействовал на общество политическими трактатами, из которых первый появился под названием «Письма анонима» к маршалу сейма Ст. Малаховскому, группируя вокруг себя других публицистов и подчиняя их деятельность определённому плану, вступая, наконец, в личные сношения с членами сейма, он скоро занял положение истинного вождя той партии, которая носила название «патриотической» и официальными вождями которой на сейме были Игнацы и Станислав Потоцкие и Станислав Малаховский.
Уже в «Письмах анонима» Коллонтай выставил широкую программу реформ, которая объединяла наиболее передовых людей польской либеральной партии: наследственность престола, упорядочение сеймового правления путём уничтожения liberum veto, уравнение горожан с шляхтой и освобождение крестьян от крепостного права. В последующих своих произведениях этого периода он разрабатывал отдельные части указанного плана и настаивал на необходимости его осуществления в видах избавления Польши от угрожающей ей опасности поглощения соседями и особенно Россией.
С уничтожением постоянного совета Коллонтай, в качестве члена так называемой «правительственной депутации» или министерства, получил возможность в 1790 году принять более близкое участие в самих работах сейма и вслед затем явился истинным творцом последнего создания либеральной партии сейма — Конституции 3 мая 1791 года В том же году он принял должность подканцлера. В момент решительной борьбы, какую пришлось затем выдержать авторам конституции 3 мая с тарговичанами и поддерживавшими их русскими войсками, Коллонтай не обнаружил большой стойкости. Когда победа тарговицкой конфедерации стала уже несомненной, он бежал в Дрезден, тайно оставив королю акт о своём присоединении к конфедерации.
Вновь появился он в Польше, когда Тадеуш Костюшко поднял восстание. Заняв должность члена учрежденного в Варшаве народного совета и управляя финансами, Коллонтай принимал деятельное участие в этой борьбе за независимость Речи Посполитой. При участии Коллонтая был составлен Поланецкий универсал. Коллонтай возглавлял партию крайних революционеров, намеревавшихся вести дело освобождения Речи Посполитой при помощи тех средств террора, которые так успешно послужили французской республике. Деятельность Коллонтая за данное время вызвала впоследствии многочисленные нарекания со стороны его политических врагов, обвинявших его не только в причастности к варшавским убийствам, но даже и в присвоении казённых денег.
После подавления восстания Коллонтай бежал в Австрию, но здесь был схвачен и заключен в тюрьму, сперва в Иосифштадте, потом в Ольмюце (1795—1798, 1798—1802). Освобожденный в 1802 году по хлопотам князя Адама Казимира Чарторыйского, он поселился на Волыни и занялся сельским хозяйством. В 1807 году Коллонтай должен был, по приказанию русского правительства, переехать в Москву, но по заключении Тильзитского мира получил свободу и выехал в герцогство Варшавское, где и умер в крайней нужде.

## Память
- В Кракове в районе Кшеславице находится дом-музей Усадьба Яна Матейко, в котором находится экспозиция, посвящённая деятельности Гуго Коллонтая.